# Sebastes helvomaculatus
Sebastes  helvomaculatus es una especie de pez de la familia Sebastidae, que habita en el Pacífico oriental.
Fue descrito por primera vez en 1859 por Ayres.